# Idaea palaestinensis
Idaea palaestinensis is een vlinder uit de familie spanners (Geometridae). De wetenschappelijke naam is voor het eerst geldig gepubliceerd in 1933 door Sterneck.
De soort komt voor in Europa.